# Трофей чемпионов по хоккею на траве среди женщин 1999
Трофей чемпионов по хоккею на траве среди женщин 1999 (англ. 1999 Women's Hockey Champions Trophy) — 7-й розыгрыш Трофея чемпионов по хоккею на траве среди женских сборных команд. Турнир прошёл с 10 по 19 июня 1999 года на стадионе «Queensland State Hockey Centre» в городе Брисбен, Австралия.
Одновременно и в одном городе с женским турниром проводился турнир среди мужчин.
Победителями Трофея чемпионов (в 5-й раз в своей истории) стала сборная Австралии, победившая в финале сборную Нидерландов со счётом 3:2. Бронзовым призёром чемпионата стала сборная Германии, обыгравшая в матче за 3-е место сборную Аргентины со счётом 1:0.
Начиная с этого розыгрыша турнир начал проводиться с интервалом в один год; этот интервал между турнирами поддерживался до турнира 2014 года, когда интервал вновь был изменён на два года в связи с учреждением ФИХ ещё одного турнира — «Мировая лига по хоккею на траве».

## Квалификация
Команды, квалифицированные для участия на турнире Международной федерацией (ФИХ):
- Австралия — сборная страны, где проводится турнир
- Нидерланды — 2-е место на чемпионате мира 1998
- Германия — 3-е место на чемпионате мира 1998
- Аргентина — 4-е место на чемпионате мира 1998
- Республика Корея — 5-е место на чемпионате мира 1998
- Новая Зеландия — 6-е место на чемпионате мира 1998

## Результаты игр
Время начала матчей дается по UTC+10:00

### Первый раунд (игры в группе)
| Команда          | И | В | Н | П | ГЗ | ГП | +/- | Очки |
| ---------------- | - | - | - | - | -- | -- | --- | ---- |
| Австралия        | 5 | 4 | 1 | 0 | 22 | 6  | +16 | 13   |
| Нидерланды       | 5 | 3 | 1 | 1 | 11 | 7  | +4  | 10   |
| Германия         | 5 | 3 | 0 | 2 | 14 | 11 | +3  | 9    |
| Аргентина        | 5 | 2 | 1 | 2 | 8  | 10 | -2  | 7    |
| Новая Зеландия   | 5 | 1 | 1 | 3 | 6  | 13 | -7  | 4    |
| Республика Корея | 5 | 0 | 0 | 5 | 2  | 16 | -14 | 0    |

     Проходят в финал
     Проходят в матч за 3-4 место
     Проходят в матч за 5-6 место

### Классификация

#### Матч за 5-е и 6-е места
| 19 июня 1999 14:05 | \| Новая Зеландия \| 3 – 1 \| Республика Корея \| | .                |
| Новая Зеландия     | 3 – 1                                             | Республика Корея |

#### Матч за 3-е и 4-е места
| 19 июня 1999 16:35 | \| Германия \| 1 – 0 \| Аргентина \| | .         |
| Германия           | 1 – 0                                | Аргентина |

#### Финал
| 19 июня 1999 19:05 | \| Австралия \| 3 – 2 \| Нидерланды \| | .          |
| Австралия          | 3 – 2                                  | Нидерланды |

### Награды
| Номинация                  | Игрок / Команда |
| -------------------------- | --------------- |
| Лучший бомбардир (6 голов) | Alyson Annan    |

## Статистика

### Итоговая таблица
| Место | Сборная          |
| ----- | ---------------- |
| 1     | Австралия        |
| 2     | Нидерланды       |
| 3     | Германия         |
| 4     | Аргентина        |
| 5     | Новая Зеландия   |
| 6     | Республика Корея |